# Бенак (Арьеж)
Бена́к (фр. Bénac, окс. Benac) — коммуна во Франции, находится в регионе Окситания. Департамент коммуны — Арьеж. Входит в состав кантона Фуа-Рюраль. Округ коммуны — Фуа.
Код INSEE коммуны — 09049.

## Население
Население коммуны на 2008 год составляло 182 человека.
| 1962 | 1968 | 1975 | 1982 | 1990 | 1999 | 2008 |
| ---- | ---- | ---- | ---- | ---- | ---- | ---- |
| 95   | 107  | 86   | 118  | 125  | 152  | 182  |

## Экономика
В 2007 году среди 122 человек в трудоспособном возрасте (15—64 лет) 83 были экономически активными, 39 — неактивными (показатель активности — 68,0 %, в 1999 году было 78,4 %). Из 83 активных работали 71 человек (39 мужчин и 32 женщины), безработных было 12 (7 мужчин и 5 женщин). Среди 39 неактивных 7 человек были учащимися или студентами, 24 — пенсионерами, 8 были неактивными по другим причинам.